# Landkreis Wiesbaden
| Basisdaten         | Basisdaten          |
| ------------------ | ------------------- |
| Preußische Provinz | Hessen-Nassau       |
| Regierungsbezirk   | Wiesbaden           |
| Kreisstadt         | Wiesbaden           |
| Bestandszeitraum   | 1886–1928           |
| Fläche             | 210,9 km²           |
| Einwohner          | 70.319 (1925)       |
| Bevölkerungsdichte | 334 Ew./km² (1925)  |
| Gemeinden          | 27 (1886) 24 (1928) |
|                    |                     |

Der Landkreis Wiesbaden war von 1886 bis 1928 ein Landkreis in der preußischen Provinz Hessen-Nassau mit Sitz in Wiesbaden.

## Geographie
Das Kreisgebiet umfasste das südliche Taunusvorland etwa zwischen der Walluf im Westen und dem Schwarzbach im Osten.

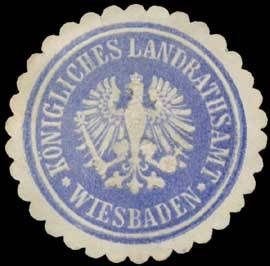
Siegelmarke Königliches Landratsamt Wiesbaden

## Geschichte
Der Landkreis Wiesbaden wurde am 1. April 1886 im Zuge einer Gebietsreform in der Provinz Hessen-Nassau aus den Gemeinden der Ämter Wiesbaden und Hochheim mit Ausnahme der Gemeinden Langenhain, Lorsbach und Marxheim gebildet. Das Kreisgebiet hatte bis dahin den westlichen Teil des 1867 gegründeten Mainkreises gebildet.
Die an Wiesbaden grenzenden Städte und Gemeinden nahmen an dem rasanten Bevölkerungswachstum dieser Stadt teil, verbunden mit einer zunehmenden Industrialisierung besonders entlang des Rheins. In der Folge wurden Biebrich, Schierstein und Sonnenberg am 1. Oktober 1926 nach Wiesbaden eingemeindet und gingen dem Landkreis verloren.
Am 1. April 1928 wurde der Landkreis aufgelöst. Bierstadt, Dotzheim, Erbenheim, Frauenstein, Heßloch, Igstadt, Kloppenheim, Rambach und Georgenborn wurden nach Wiesbaden eingemeindet. Die Stadt Hochheim am Main sowie alle übrigen Gemeinden des Landkreises wurden Bestandteil des neu gegründeten Main-Taunus-Kreises.

## Einwohnerentwicklung
| Jahr | Einwohner |
| ---- | --------- |
| 1890 | 41.631    |
| 1900 | 53.108    |
| 1910 | 68.330    |
| 1925 | 70.319    |

## Landräte
- 1867–1869: Paul von Jordan
- 1869–1879: Friedrich Raht
- 1879–1894: Guido von Matuschka-Greiffenclau
- 1903–1907: Günther von Hertzberg
- 1907–1918: Friedrich von Heimburg
- 1918–1928: Karl Josef Schlitt

## Gemeinden
Zum Landkreis Wiesbaden gehörten anfänglich 27 und 1928 noch 24 Gemeinden:
| - Auringen - Biebrich, ab 1891 Stadt, 1926 zu Wiesbaden - Bierstadt - Breckenheim - Delkenheim - Diedenbergen - Dotzheim - Eddersheim - Erbenheim - Flörsheim am Main - Frauenstein - Georgenborn - Heßloch - Hochheim am Main, Stadt | - Igstadt - Kloppenheim - Massenheim - Medenbach - Naurod - Nordenstadt - Rambach - Schierstein, 1926 zu Wiesbaden - Sonnenberg, 1926 zu Wiesbaden - Wallau - Weilbach - Wicker - Wildsachsen |